# برونو ماغالهايز
برونو ماغالهايز هو لاعب كرة قدم برتغالي في مركز الوسط، ولد في 25 يناير 1982 في بارسيلوس في البرتغال. لعب مع سبورتينغ براغا.

## وصلات خارجية
- برونو ماغالهايز على موقع قاعدة بيانات كرة القدم.إي يو (الإنجليزية)
- برونو ماغالهايز على موقع Soccerway.com (الإنجليزية)